# Wolverines du Michigan
Les Wolverines du Michigan (en anglais : Michigan Wolverines) se réfèrent aux 29 équipes sportives féminines ou masculines qui représentent l'Université du Michigan et qui participent aux compétitions organisées par la National Collegiate Athletic Association (NCAA) au sein de sa Division I. 
Ses équipes sont membres de la Big Ten Conference, à l'exception de l'équipe féminine de water-polo qui participe au championnat de la NCAA inter-divisional Collegiate Water Polo Association (en).
Wolverine est le nom anglais du glouton ou carcajou.
L'université se situe à Ann Arbor dans l'État du Michigan.
Les infrastructures principales sur le campus se composent du Michigan Stadium d'une capacité de 107 601 places réservé au football américain (inauguré en 1927), du Crister Center (inauguré en 1967 et réservé au basket-ball) d'une capacité de 12 707 places, du Yost Ice Arena (en) (hockey sur gazon), du Wilpon Baseball Complex (en), de l'U-M Soccer Stadium (football), du Ferry Field (en) (athlétisme), de l'U-M Golf Course, du Donald B. Canham Natatorium (natation et plongeon) et du Varsity Tennis Center (tennis).
Les Wolverines entretiennent une grande rivalité avec les Buckeyes d'Ohio State aux États-Unis.

## Sports représentés
| Hommes (13)                                 | Femmes (14)       |
| ------------------------------------------- | ----------------- |
| Athlétisme†                                 | Athlétisme†       |
| Baseball                                    | Aviron            |
| Basketball                                  | Basketball        |
| Cross country                               | Cross country     |
| Football américain                          |                   |
| Football (soccer)                           | Football (soccer) |
| Gymnastique                                 | Gymnastique       |
| Golf                                        | Golf              |
| Hockey sur glace                            | Hockey sur gazon  |
| Lacrosse                                    | Lacrosse          |
| Natation/Plongeon                           | Natation/Plongeon |
| Tennis                                      | Tennis            |
| Lutte                                       | Softball          |
|                                             | Volleyball        |
|                                             | Water-polo        |
| † – Athlétisme en salle et/ou en plein air. |                   |

## Pas de mascotte

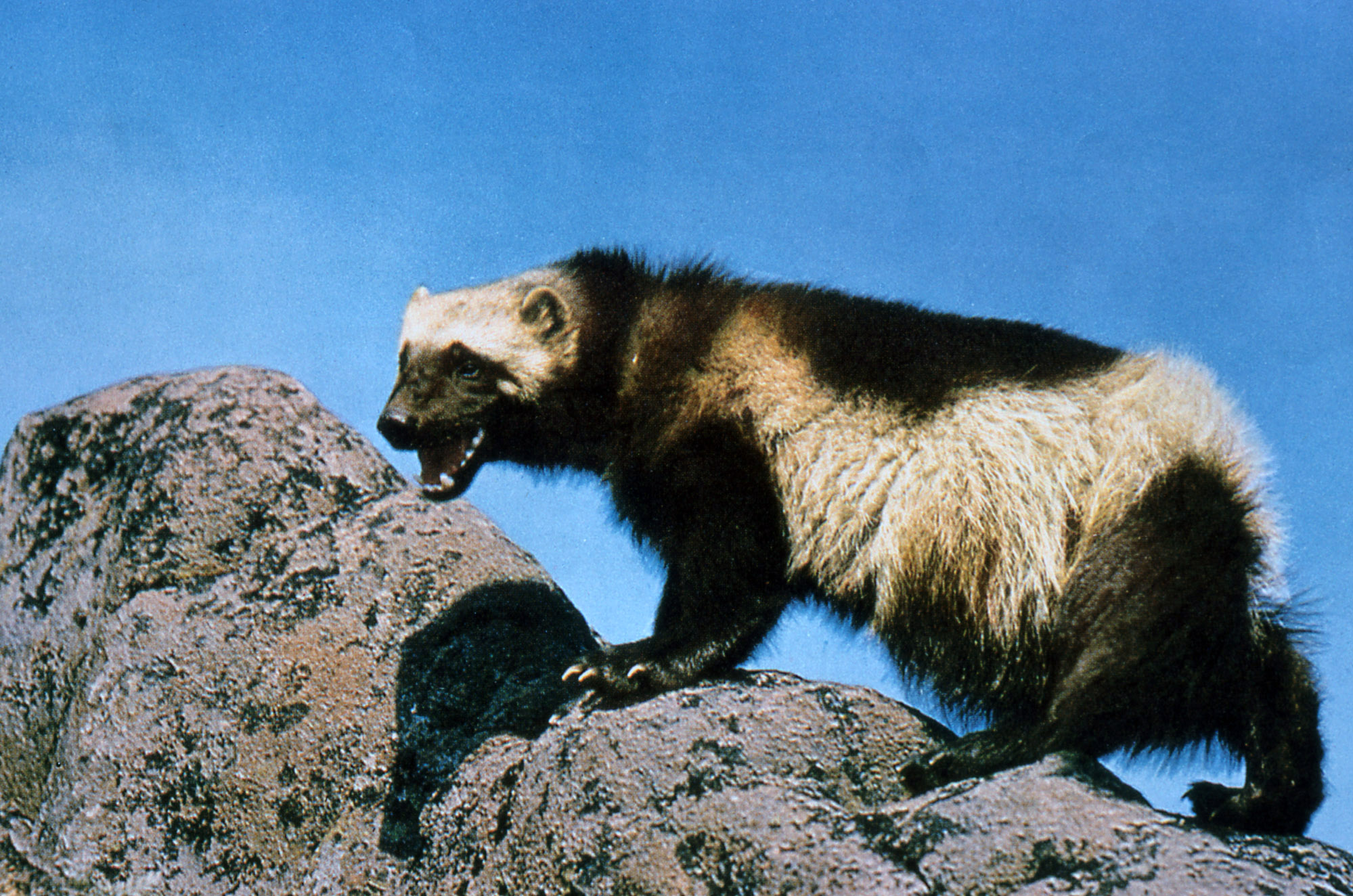
Le Wolverine ou carcajou, mascotte non-officielle de l'Université du Michgan.

Les Wolverines du Michigan sont l'une des rares équipes sportives universitaires à ne pas avoir de mascotte, en grande partie pour des raisons de tradition
Néanmoins, fin des années 1920 et sur insistance de l'entraîneur principal de football américain Fielding H. Yost, les Wolverines ont eu une mascotte non officielle dénommée Biff the Wolverine.
Le premier Biff était un carcajou en peluche lequel est remplacé en 1927 par un carcajou vivant. C'est via le zoo de Détroit que l'université se fait prêté deux carcajous (prénommés Biff et Bennie). Les joueurs de l'équipe de football américain étaient chargés de transporter les deux animaux dans une cage autour et dans le stade à l'occasion des matchs à domicile. Entre-temps, les animaux étaient hébergés dans le petit zoo présent sur la campus. Cependant, les animaux grandissant plus vite que prévu et devenant de plus en plus agressifs, cette pratique cesse à la demande des joueurs dès la fin de saison 1927. Les animaux restent néanmoins dans le petit zoo de l'université jusqu'à leurs décès,,,.

## Chant de guerre
The Victors, chant de guerre de l'université du Michigan, a été écrit été composé en 1898 par Louis Elbel, étudiant de l'université. La chanson est jouée en public pour la première fois par John Philip Sousa et son orchestre. Une version raccourcie basée sur le dernier refrain est joué lors des matchs de football américain lorsque l'équipe inscrit des points ou lorsque la défense effectue une action décisive comme une interception. La phrase « champions of the West » est souvent mal comprise; elle fait référence à la Western Conference dont Michigan était membre (rebaptisée plus tard la Big Ten Conférence). Lorsque Michigan quitte temporairement cette Conférence de l'Ouest en 1907, une nouvelle chanson dénommée « Varsity » est écrite en 1911, la phrase champions of the West n'étant plus d'actualité. The Victors, composé comme une marche militaire, est considéré comme l'un des meilleurs chants de combat jamais écrits et comme le premier vraiment significatif à avoir été écrit.
| Now for a cheer they are here, triumphant! Here they come with banners flying, In stalwart step they're nighing, With shouts of vict'ry crying, We hurrah, hurrah, we greet you now, Hail! Far we their praises sing For the glory and fame they've bro't us Loud let the bells them ring For here they come with banners flying Far we their praises tell For the glory and fame they've bro't us Loud let the bells them ring For here they come with banners flying Here they come, Hurrah! Hail! to the victors valiant Hail! to the conqu'ring heroes Hail! Hail! to Michigan the leaders and best Hail! to the victors valiant Hail! to the conqu'ring heroes Hail! Hail! to Michigan, the champions of the West! We cheer them again We cheer and cheer again For Michigan, we cheer for Michigan We cheer with might and main We cheer, cheer, cheer With might and main we cheer! Hail! to the victors valiant Hail! to the conqu'ring heroes Hail! Hail! to Michigan, the champions of the West! |

| Hail! to the victors valiant Hail! to the conquering heroes Hail! Hail! to Michigan The leaders and best! Hail! To the victors valiant Hail! to the conquering heroes Hail! Hail! to Michigan The champions of the West! (x3) |

## Football américain

### Descriptif
- Couleurs :   (bleu marine et jaune maïs)

- Stade
  - Nom : Michigan Stadium
  - Capacité : 107 601
  - Surface de jeu : pelouse artificielle (FieldTurf)
  - Lieu : Ann Arbor, Michigan

- Conférence :
  - Actuelle : Big Ten Conference, Division Ouest
  - Anciennes : 
    - Indépendants (1879–1891)
    - Intercollegiate Athletic Association of the Northwest (1892–1893)
    - Indépendants (1894–1895)
    - Western Conference (1896–1906)
    - Independent (1907–1916)
    - Big Ten Conference (1917–présent)
      - Western Conference (1917–1952)
      - Big Ten Conference (1953–présent)

- Internet :
  - Nom site Web : mgoblue.com
  - URL : https://mgoblue.com/sports/football

- Bilan des matchs :
  - Victoires : 1002 (73,3 %)
  - Défaites : 353
  - Nuls : 36

- Bilan des Bowls :
  - Victoires : 21 (42 %)
  - Défaites : 29
  - Nuls : 0

- Titres :
  - Titres nationaux non réclamés : 5 (1925, 1926, 1964, 1973, 1985)
  - Titres nationaux : 11 (1901, 1902, 1903, 1904, 1918, 1923, 1932, 1933, 1947, 1948, 1997, 2023)
  - Titres de conférence : 44
  - Titres de la division est de la Big Ten : 4 (2018, 2021, 2022, 2023)

- College Football Playoff : 
  - Apparition(s) : 3 (2021, 2022, 2023)
  - Bilan : 1 titre victoires et 2 défaites en ½ défaites
  - College Football Championship Game (finale) : 
    - Victoire : 1 (2023)
    - Défaite : 0

- Joueurs (fin 2023) :
  - Meilleures statistiques individuelles de l'histoire des Wolverines (en).
  - Vainqueurs du Trophée Heisman : 3
  - Sélectionnés All-American : 88

- Hymne : « The Victors (en) »
- Mascotte : aucune
- Fanfare : Million Dollar Band (en)

- Rivalités :
  - Buckeyes d'Ohio State, match surnommé « The Game »
  - Spartans de Michigan State
  - Fighting Irish de Notre Dame
  - Golden Gophers du Minnesota

### Histoire
La plus fameuse équipe des Wolverines est celle de football américain qui compte 8 ou 12 titres nationaux selon les sources (voir Championnat NCAA de football américain). 
Le programme est créé en 1879 et il évolue dans l'un des plus grands stades du monde, le Michigan Stadium de 109 901 places. Surnommée « the Big House », cette enceinte est inaugurée en 1927. Le stade compte 107 601 places depuis 2015 avec un record d'affluence de 115 109 spectateurs le 7 septembre 2013. Son équipe fait partie de la Division East de la Conférence Big 10 qu'elle avait rejoint en 1896 lors de sa création (malgré une interruption de 1907 à 1916).
En fin de saison 2019, les Wolverines avaient disputé 1 345 matchs universitaires et en ont remporté 962, ce qui constitue le record du plus grand nombre de victoires de l'histoire du football américain universitaire. Avec 72,7 % de victoires, Michigan détient le troisième pourcentage de victoires le plus élevé de l'histoire du football universitaire après Boise State et Ohio State,. 
Michigan a remporté le premier bowl universitaire de l'histoire du football américain soit le Rose Bowl de 1902. 
Les 12 titres ont été conquis sous la direction de six entraîneurs principaux. Les six premiers ont été obtenus sous les ordres de Fielding H. Yost (en). Il remporte les quatre premiers de 1901 à 1904 avec un bilan de 41 victoires pour un nul sans défaite. Il ajoute à son palmarès les titres en 1918 et en 1923. Yost a joué un rôle déterminant dans la création du Michigan Stadium, le concevant pour permettre une éventuelle expansion de sa capacité de plus de 150 000 personnes. L'héritage de Yost se perpétue également avec la Yost Ice Arena (en), où l'équipe masculine de hockey sur glace du Michigan joue ses matchs à domicile. Michigan a remporté six autres titres nationaux depuis que Yost a définitivement pris sa retraite en 1926 soit deux titres consécutifs sous Harry Kipke (en) en 1932 et 1933 et deux autres consécutifs sous Fritz Crisler (en) et Bennie Oosterbaan (en) en 1947 et 1948. Les plus récents titres ont été acquis sous les ordres de Lloyd Carr (saison 1997) et de Jim Harbaugh (saison 2023).
Les célèbres entraîneurs de Michigan sont : 
- Fielding H. Yost : arrivé en 1901 de l'Université de Stanford, vainqueur de 6 titres nationaux ;
- Fritz Crisler : deux titres de la Conférence Big Ten et un titre national en 1947. Il a donné son nom à la salle de l'équipe masculine de basket-ball et c'est lui qui importe le concept du casque "ailé" de l'Université de Princeton en 1938 ;
- Bo Schembechler (en) : 13 titres de la Conférence Big Ten au cours de ses 21 saisons en tant qu'entraîneur principal entre 1969 et 1989; le premier en 1969 lorsqu'il a battu son ami et mentor Woody Hayes (en), début de la période dite de "Guerre de dix ans " faisant partie intégrante de la rivalité avec les Buckeyes de l'Ohio ;
- Lloyd Carr : cinq titres de la Conférence Big Ten en 13 saisons avec un pourcentage de victoires de 75,3 ;
- Rich Rodriguez (en) : successeur de Carr après sa retraite en 2007, il a entraîné les Wolverines pendant la saison 2010, compilant un record de 15–22. L'équipe traverse une période très mitigée sous ses ordres et il est vite remercié ;
- Brady Hoke (en) : successeur de Rodriguez, devient entraîneur pendant quatre saisons près un bilan de 31-20, il est remercié ;
- L'alluminus Jim Harbaugh : ancien quarterback de Michigan et ancien entraîneur principal en NFL, remplace Hoke depuis la saison 2015 et réussit sa mission qui était de redonner à l'équipe son lustre d'antant[9] en remportant un nouveau titre national au terme de la saison 2023.

Les Wolverines sont 83 à avoir été sélectionnés en équipe All-America. Trois joueurs ont remporté le trophée Heisman : Tom Harmon en 1940, Desmond Howard en 1991 et Charles Woodson en 1997. Gerald Ford, qui deviendra le 38e Président des États-Unis, a joué pour Michigan aux postes de centre, linebacker et long snapper et fut même désigné MVP par ses coéquipiers en 1934.

### Michigan Stadium

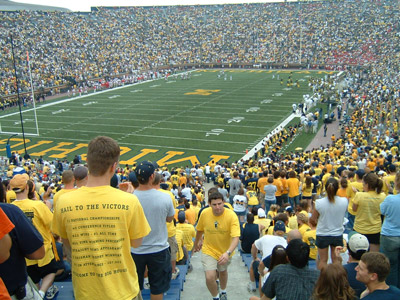
Le Michigan Stadium.

Le Michigan Stadium est le domicile de l'équipe de football américain de Michigan.
D'une capacité initiale de 72 000 personnes, il est inauguré en 1927 lors du match contre les Buckeyes d'Ohio State, attirant une foule de 84 401 personnes. Après la Seconde Guerre mondiale, les assistances augmentent et la capacité du stade est portée à 93 894 places en 1949.
La capacité est ensuite portée à 101 001 places en 1955. Le Michigan Stadium perd ensuite temporairement le titre de plus grand stade du monde au profit du Neyland Stadium des Volunteers du Tennessee en 1996 mais récupère ce titre en 1998 à la suite d'une nouvelle transformation portant sa capacité à 107 501 places. En 2007, le Conseil des régents de l'Université du Michigan débloque une somme de 226 millions de dollars pour sa rénovation et l'ajout de nouvelles cabines de presse, 83 loges de luxe et 3 200 sièges club.
Pour la saison 2011, l'éclairage est installé pour un coût de 1,8 million de dollars ce qui permet l'organisation d'un premier match en nocturne dans le stade contre les Fighting Irish de Notre Dame en 2011.

## Basket-ball
L'équipe masculine de basket-ball des Wolverines joue actuellement dans le Crisler Center de 12 707 places. Elle a atteint huit fois le Final Four (1964, 1965, 1976, 1989, 1992, 1993, 2013 et 2018), remportant le titre en 1989. Impliquée dans un scandale financier, l'équipe est interdite de participer aux matchs de fin de saison en 2003 et les deux finales de 1992 et 1993 ne sont plus comptabilisées par la NCAA. Plus récemment, ils échouent en finale du championnat NCAA de basket-ball 2018 contre les Wildcats de Villanova.

### Fab Five
Le  Fab Five  est le nom donné au cinq majeur (Chris Webber, Juwan Howard, Jalen Rose, Jimmy King et Ray Jackson) exclusivement composé de freshmen des Wolverines lors de la saison 1991-1992. Cette génération exceptionnelle va atteindre la finale du championnat universitaire basket-ball (March Madness) deux saisons de suite, mais se soldant par deux défaites. 
Cependant, le programme de basketball des Wolverines va connaitre une grande popularité dans tout le pays et devenir un phénomène de société. A travers leur attitude subversive comme le trash-talking permanant, leur style vestimentaire sur fond de culture hip-hop des années 1990, le Fab Five marqua son époque bien au delà du monde du basket-ball. 
A la fin des années 1990, le FBI met en évidence un scandale impliquant plusieurs joueurs dans une affaire de rémunération illégale via un système de blanchiment d'argent provenant de paris illégaux, parmi ces joueurs le nom de Chris Weber ressortira du lot. La NCAA sanctionna alors les Wolverines en invalidant le palmarès et les parcours sportifs de la fac du Michiagn durant cette période. Notamment, les deux participations aux Final Four de 1992 et 1993, mais également les trophées individuels des joueurs des Wolverines.
Le Fab Five a fait l'objet d'un épisode de la série documentaire 30 for 30 produit par ESPN  en 2011, nommé The Fab Five.

### Wolverines devenus célèbres
- Trey Burke, joueur de basket-ball en NBA ;
- Tim Hardaway Jr., joueur de basket-ball en NBA ;
- Chris Webber, joueur de basket-ball en NBA ;
- Juwan Howard, joueur et entraineur de basket-ball en NBA ;
- Jalen Rose, joueur de basket-ball en NBA ;

## Hockey sur glace
L'équipe de hockey sur glace joue dans la Yost Ice Arena de 5 800 places. Elle a remporté neuf titres nationaux : 1948, 1951, 1952, 1953, 1955, 1956, 1964, 1996 et 1998. Évoluant dans la CCHA jusqu'en 2013, elle rejoint par la suite la Big Ten Conference lors du réalignement de la NCAA.
Le 11 décembre 2010, les équipes rivales des Wolverines du Michigan et des Spartans de Michigan State disputent un match de hockey sur glace au Michigan Stadium devant 104 173 spectateurs, record à l'époque.

## Autres sports
Pratiquant 25 sports à haut niveau, il n'est pas très étonnant de retrouver de nombreux membres ou ex-membres des Wolverines parmi les équipes olympiques américaines. 151 médailles dont 72 en or (chiffres arrêtés en 2008) ont ainsi été gagnées aux Jeux olympiques par des membres ou ex-membres des Wolverines dont les 8 médailles d'or de Michael Phelps aux jeux de Pékin.